# Liceo ginnasio Francesco Petrarca

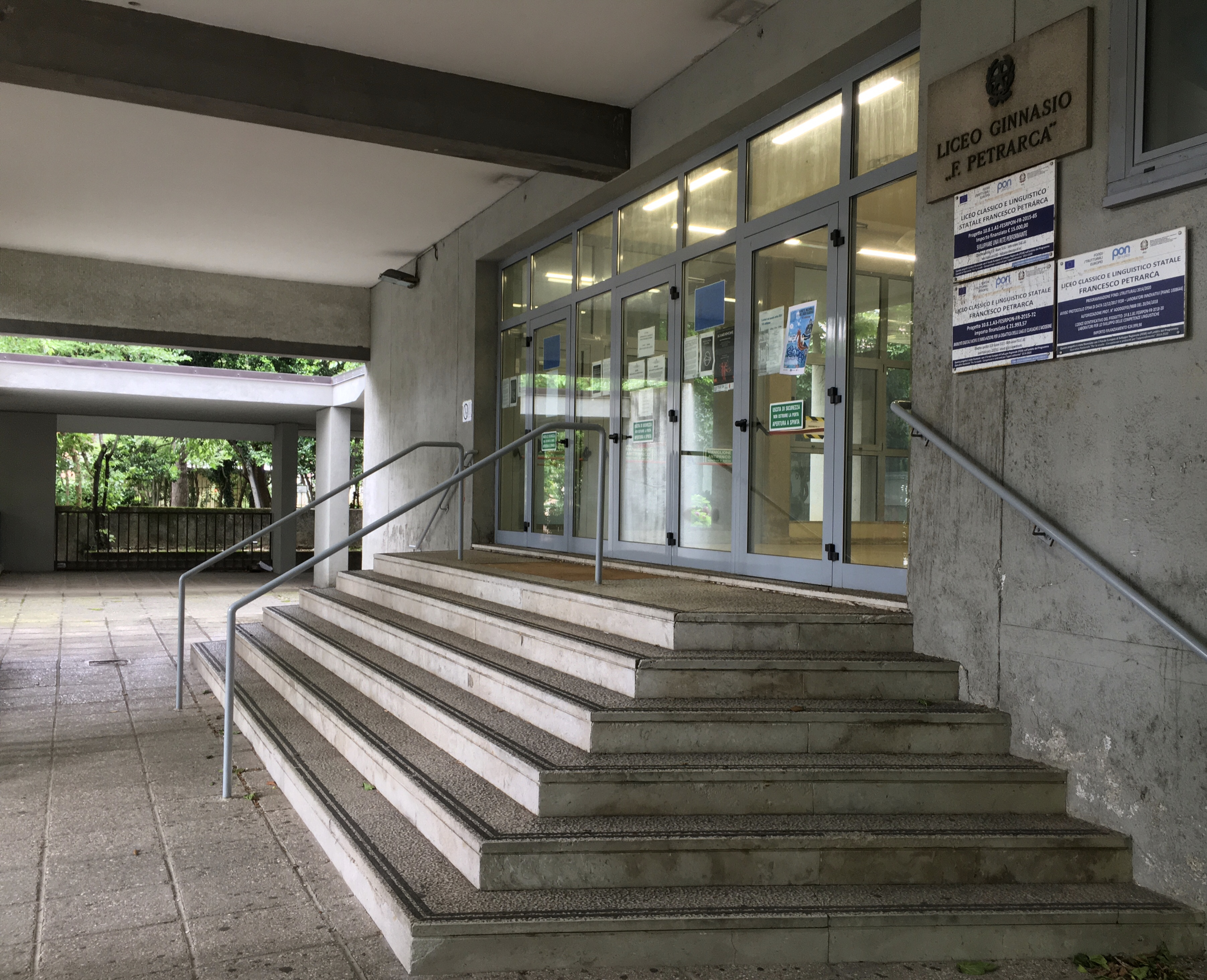
Ingresso della sede centrale del liceo ginnasio Francesco Petrarca - Via Domenico Rossetti, 74 Trieste

Il liceo classico Francesco Petrarca di Trieste è un liceo classico fondato nel 1912, il secondo più antico della città dopo il Liceo ginnasio statale Dante Alighieri. La sede centrale del liceo è ubicata in via Domenico Rossetti, all'interno della V Circoscrizione (Trieste). Il liceo è intitolato al poeta umanista italiano Francesco Petrarca.

## Storia
Il liceo ginnasio Francesco Petrarca fu inaugurato come "Secondo Ginnasio Superiore Comunale" il 5 novembre 1912. Il motivo di questa inaugurazione stava soprattutto nella necessità di nuovi spazi per gli studenti medi, poiché la città di Trieste si trovava in quell'epoca in piena espansione. La sede originaria del nuovo liceo era stata individuata in un edificio posto tra via Udine e via Sant'Anastasio, in uno spazio che fino a quel momento era utilizzato come sede succursale del più antico liceo cittadino.
Un anno più tardi, i due licei vennero rinominati dalla giunta comunale con quelli che poi sarebbero diventati i nomi attuali: il più antico, "Dante Alighieri", il più recente, "Francesco Petrarca". Tuttavia, per ragioni politiche, il Ministero di Vienna non accettò queste proposte e dunque si decise con la denominazione di "Primo" e "Secondo" ginnasio superiore comunale.
Dopo aver cambiato nel periodo successivo la propria sede (zona Basevi prima, via Paolo Veronese poi), il liceo, con il passaggio di Trieste all'Italia in seguito agli eventi della prima guerra mondiale, dall'anno scolastico 1919-1920 prese il nome di Regio liceo ginnasio Francesco Petrarca, e dagli anni quaranta Liceo ginnasio statale Francesco Petrarca. 
Sempre di questi anni (1923) è stato il passaggio alla sede storica del liceo in viale XX settembre 26, dove rimase per circa un quarantennio, prima della definitiva sistemazione in via Domenico Rossetti 74 (1964), che rimane attualmente la sede centrale della scuola.

## Strutture
Museo di Fisica
Il museo di fisica del liceo deriva da una serie di acquisizioni ottenute in seguito alla chiusura della Civica Scuola Reale Superiore di Trieste, che occupava la nuova sede del liceo in viale XX settembre, 26. Al liceo Petrarca spettò una parte del gabinetto di Fisica della Scuola, oggi conservata nella sede centrale di via Rossetti, 74. Il museo raccoglie un centinaio di oggetti provenienti da quella collezione, oltre che da altri istituti scolastici e da acquisti successivi. In particolare, gli oggetti conservati risalgono alla fine del XIX secolo e all'inizio del XX secolo e rappresentano strumenti didattici utilizzati nei corsi scolastici di fisica.
Biblioteca Luciana Schleifer
La biblioteca del liceo, che attualmente conta 21000 volumi, è intitolata a Luciana Schleifer, la docente che nel corso degli anni settanta la creò e la sistemò secondo i criteri biblioteconomici. Il patrimonio ha avuto origine dal fondo proveniente dal Liceo femminile di Trieste e nel tempo si è arricchito grazie a acquisti e donazioni. La biblioteca viene gestita da docenti del liceo e le sue collezioni sono incentrate sulle materie umanistiche, in particolare le letterature in lingue classiche e moderne, la storia e la filosofia.